# Хвост виляет собакой
«Хвост виляет собакой», «хвост машет собакой» (англ. wag the dog) — выражение, которым в политике называют отвлечение внимания от опасной проблемы. Фраза связана с обозначением небольшого и, казалось бы, неважного объекта (хвоста), который контролирует более крупный, более важный объект (собаку). Происходит от поговорки «собака умнее своего хвоста, но если бы хвост был умнее, то он бы вилял собакой».

## История и использование
В печати самое раннее использование в политике обнаружено в статье 1871 года, в которой обсуждалась одна демократическая конвенция. В ней есть ссылка на популярную пьесу «Наш американский кузен», во время просмотра которой Авраам Линкольн был убит актёром Джоном Уилксом Бутом шестью годами ранее. В пьесе персонаж лорд Дандрири постоянно произносит фразы, которые в то время были известны как дандреариизмы (они похожи на известные выражения Йоги Берра):
Вспоминая загадку лорда Дандрири, газета Baltimore News-American считает, что для Цинциннатской конвенции контроль над Демократической партией будет заключаться в том, что хвост виляет собакой.
Фразу использовали в 1960-е годы как совет в области экономики: «не позволяйте налоговому хвосту вилять инвестиционной собакой».
Эта фраза распространилась в 1990-х годах; в 1993 году Ларри Бейнхарт написал роман «Американский герой», по мотивам которого в 1997 году снята сатирическая комедия Барри Левинсона «Хвост виляет собакой». Согласно сюжету фильма, военные действия используются для спасения предвыборной кампании действующего президента. Через год Билл Клинтон, столкнувшись с импичментом во время скандала с Моникой Левински, прикажет нанести ракетные удары по Афганистану и Судану. Во время процедуры импичмента Клинтон также бомбил Ирак, что вызывало появления в прессе отсылок ко фразе «хвост виляет собакой», как и бомбардировки Югославии в марте 1999 года.
Эта концепция затем поднималась в прессе для последующих президентов, в том числе когда Дональд Трамп нанес авиаудары по Сирии в апреле 2017 года во время расследования российского вмешательства в выборы в США в 2016 году и затем, в январе 2020 года, после ликвидации авиаударом Касема Сулеймани во время процесса импичмента Трампа.